# Moskojärvi

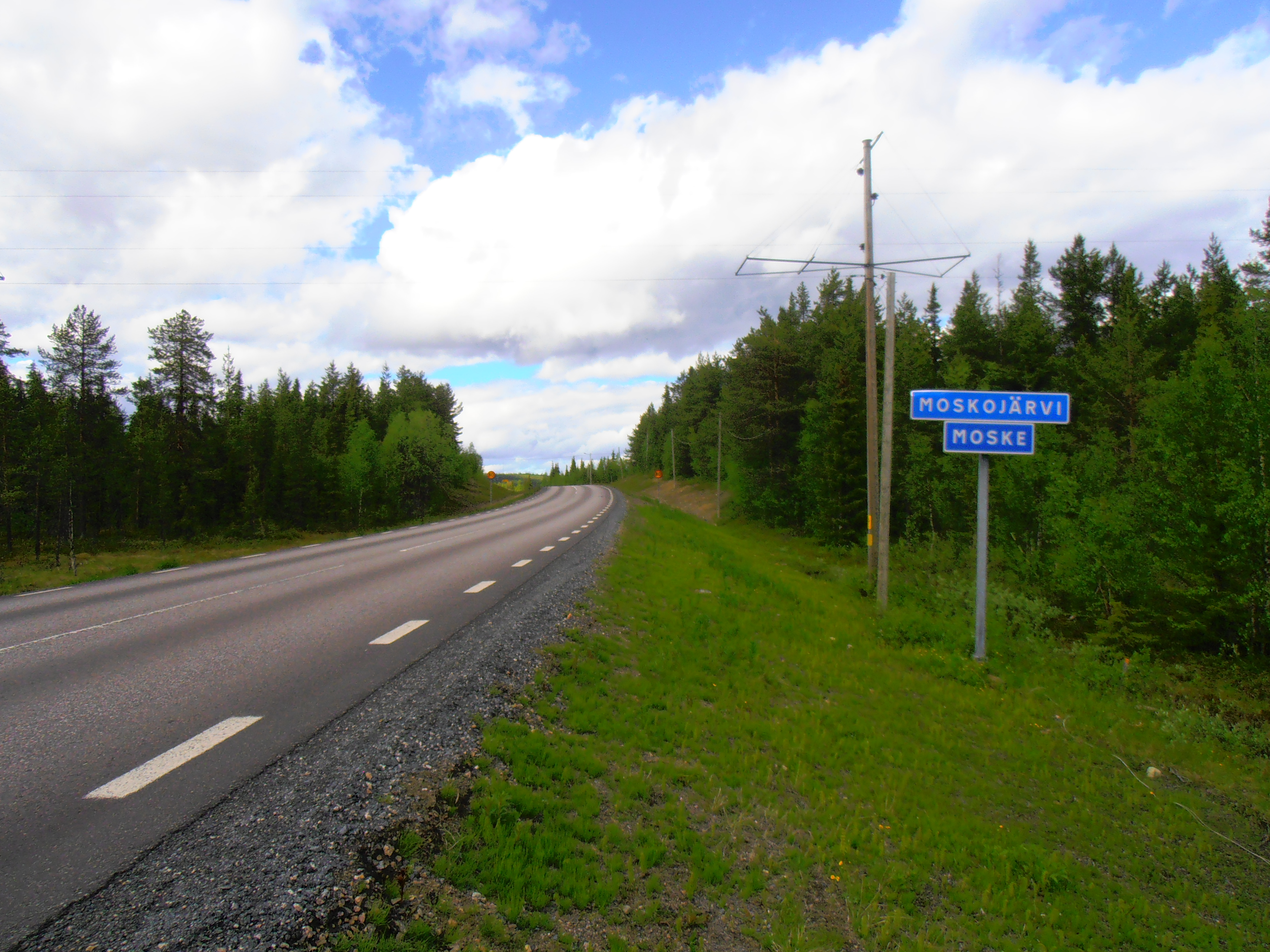
Skylt till Moskojärvi, juni 2016.

Moskojärvi är en mindre by i norra Gällivare kommun. Byn ligger efter E10 fyra mil norr om Gällivare. Runt Moskojärvi finns många vattendrag. Fisket har varit en stor sysselsättning under alla år det har bott folk i byn, framförallt i äldre tider.